# 卡柳斯河
卡柳斯河（烏克蘭語：Калюс），是烏克蘭的河流，位於該國西部，屬於德涅斯特河的左支流，發源自斯洛比德卡-奧赫里莫韋齊卡西北面，流經赫梅利尼茨基州，河道全長64公里，流域面積390平方公里。